# جزایر ساویج
جزایر ساویج (به پرتغالی: Ilhas Selvagens) یک مجمع‌الجزایر در پرتغال است که در Sé واقع شده‌است.